# チャトリ・シットヨートン
チャトリ・シットヨートン（タイ語: ชาตรี ตรีศิริพิศาล, 英語: Chatri Sityodtong）は、タイ出身でシンガポールを拠点とする実業家。格闘技団体ONE Championshipの創設者であり、会長兼CEO。

## 経歴
1971年、タイ人の父と日本人の母の元にタイで生まれる。
1994年、タフツ大学経済学部卒業。
裕福な家庭で育ったが、在学中にアジア通貨危機の影響で父親の会社が倒産し、父が失踪する中、苦学を重ね、1999年にハーバード・ビジネス・スクールにてMBAを取得。
投資アナリストとしてのキャリアをフィデリティ・インベストメンツでスタート、様々な分野の投資で経験を積む。
その後、ハーバード大学の同級生ヤウ・スーン・ルーとともに、サンフランシスコを拠点とする電子商取引インフラストラクチャのスタートアッププロバイダーであるネクストドア・ネットワークスを設立。
120億米ドルのヘッジファンドであるマーベリック・キャピタルでマネージングディレクターを務める。
ファラロン・キャピタルの支援を受けて、ニューヨークで5億米ドルのヘッジファンドであるイザラ・キャピタル・マネジメントを設立。ウォール街で10年ほど働いた後に引退。
2000年代半ばにシンガポールに移住。
2008年、シンガポールで格闘技ジム「Evolve MMA」設立。2011年、格闘技団体「ONE Championship」設立。
2022年8月、タイ王国陸軍より招待を受けルンピニー・スタジアムのプロモーターとなる。

## 格闘技歴
幼少期よりパタヤのシットヨートンジムにてヨートン・セナナンに師事してムエタイを学び、上級インストラクターに認定された。ムエタイでは30戦以上の試合経験がある。
また2005年からニューヨークにてヘンゾ・グレイシーに師事してブラジリアン柔術を学び、2021年に茶帯を授与されている。